# Teltow
Teltow là một đô thị thuộc huyện Potsdam-Mittelmark, bang Brandenburg, Đức.

## Thành phố kết nghĩa
- Ahlen, Đức
- Gonfreville-l'Orcher, Pháp
- Żagań, Ba Lan, since 2006